# Harriet Rosander de Tourtchaninoff
Anna Harriet Matilda Rosander de Tourtchaninoff, under en period känd som Harriet Sjöö, född 12 april 1912 i Härnösand, död 21 juli 1965 i Stockholm, var en svensk konstnär och tecknare.
Harriet Rosander de Tourtchaninoff var gift första gången 1936 med Gustaf Sjöö och andra gången 1951 med läkaren Michel de Tourtchaninoff; i första äktenskapet var hon mor till Monica Sjöö. Hon studerade under två års tid vid Otte Skölds målarskola i Stockholm innan hon fortsatte sin utbildning vid Konsthögskolan 1932–1936 och under ett flertal studieresor till Danmark, Tyskland, Norge och Italien. Tillsammans med sin förste man ställde hon ut i Växjö och Borås 1938; separat ställde hon ut i Härnösand ett par gånger. Hon medverkade i samlingsutställningar arrangerade av Ångermanlands konstförbund och i Roslagens konstnärsgilles utställning på Uplands nation i Uppsala. Hennes konst består av porträtt, figurmotiv och landskapsmålningar utförda i olja, gouache eller pastell. Hon är representerad vid Hälsinglands museum och Smålands museum i  Växjö. 
Harriet Rosander de Tourtchaninoff är begravd på Härnösands nya kyrkogård.